# Lothar Matthäus
Lothar Herbert Matthäus [ˈloːtaɐ̯ maˈtɛːʊ], nemški nogometaš in trener, * 21. marec 1961, Erlangen, Nemčija.

## Življenje in delo
Matthäus se je v svoji aktivni karieri udeležil petih svetovnih prvenstev (1982, 1986, 1990, 1994, 1998) in je s 150-imi tekmami, odigranimi v nemškem nacionalnem dresu, absolutni rekorder. V vlogi kapetana izbrane vrste je popeljal Nemčijo do 3. naslova svetovnega prvaka v nogometu in se s tem uvrstil med 5 častnih igralcev nemške reprezentance, ki jih izbira nemška nogometna zveza. Leta 1990 je bil izbran za najboljšega evropskega nogometaša, leto kasneje pa še za najboljšega v svetovnem merilu. V svoji klubski karieri je med drugim igral za klube, kot so: Borussia Mönchengladbach, Bayern München in Inter Milan. Leta 2001 je začel trenersko pot. Nazadnje je od septembra leta 2010 do septembra 2011 vodil člansko selekcijo Bolgarije. 

### Mladost
Pri devetih letih je začel igrati v krajevnem moštvu 1. FC Herzogenaurach.  Po končanem šolanju se je začel uvajati kot notranji opremljevalec domov, toda še naprej se je osredotočal na igranje nogometa. Z 18-imi leti je postal član nemške mladinske A reprezentance.  

### Članska kariera–veliki preboj v Gladbachu in preskok v izbrano vrsto Nemčije
Poleti 1979 je takrat kot 18-letnik prestopil v prvoligaško moštvo Borussije iz Mönchengladbacha. Pod vodstvom trenerja Juppa Heynckesea je uspel postati član začetne enajsterice in nepogrešljiv člen vezne linije. Že v prvi ligaški sezoni je Matthäus s svojo ekipo dosegel finale pokala UEFA, ki so ga izgubili proti moštvu Eintrachta iz Frankfurta. 
Reprezentančni selektor Jupp Derwall je vpoklical Matthäusa v izbrano moštvo za nastop na evropskem prvenstvu leta 1980 v Italiji. Na turnirju, ki ga je Nemčija tudi osvojila, je debitiral 14. junija v Neaplju na tekmi skupinskega dela proti izbrani vrsti Nizozemske, ko je v igro vstopil v 73. minuti pri vodstvu Nemčije s 3:0. Mladi Lothar Matthäus je v 79. minuti storil prekršek za enajstmetrovko in tekma se je končala s tesno zmago s 3:2. Ta nastop je bil njegov edini na prvenstvu tudi zaradi tega, ker je na isti poziciji igral Bernd Schuster, ki je kot kreator nemške igre prikazal izvrstno igro.   
V naslednjih letih je v Borussiji Mönchengladbach  igral v vezni liniji in s konstantno igro potrdil status nemškega reprezentanta. Leta 1982 je bil član nacionalne selekcije na svetovnem prvenstvu v Španiji. Čeprav je Nemčija postala svetovni podprvak–v finalu so z 1:3 izgubili proti Italiji, prvenstvo ni potekalo po željah Lotharja Matthäusa. Dvakrat je bil zamenjan v skupinski fazi turnirja in tudi preostanek je preživel na klopi za rezervne igralce. Selektor Derwall je raje angažiral Paula Breitnerja, s katerim je zakopal bojno sekiro in mu ponudil glavno vlogo med vezisti. Borussija Mönchengladbach je odigrala težko sezono 1983/84, ki jo je zaključila s 3. mestom  v prvenstvu  in uvrstitvijo v finale pokala DFB, v katerem so se pomerili z moštvom münchenskega Bayerna. Medtem je Matthäus že podpisal pogodbo o prestopu v bavarsko ekipo, sam prestop pa je javno naznanil  pred samim finalom, v katerem sta se torej merila njegovo staro in novo moštvo. Pri izvajanju enajstmetrovk–redni del se je končal neodločeno z 1:1, je zapravil svoj strel z bele točke. Tudi Norbert Ringels je zgrešil in Bayern je osvojil lovoriko s skupnim rezultatom 7:6. 
Leta 1984 je  na evropskem prvenstvu v Franciji igral že svoj tretji veliki turnir. V skupinskem delu si je zagotovil mesto v začetni enajsterici, toda slabi nemški Elf, kakor Nemci poimenujejo svojo reprezentanco, se ni prebil skozi predtekmovanje. Med drugim je med samim prvenstvom skupaj s klubskim kolegom iz Mönchengladbacha Hansom Güntherjem Brunsom, bil kot prvi nemški reprezentant kaznovan z globo v višini 1000 nemških mark, ker naj bi ponoči tajno zapustil nemški tabor in bil opažen v bližnji gostilni.

### Prvi naslov državnega prvaka in vzpon v državni reprezentanci
Zanj je FC Bayern München v poletnem prestopnem roku leta 1984 odštel Borussiji iz Mönchengladbacha 2,4 milijona nemških mark odškodnine. Pričakovanja njegovega novega delodajalca so bila velika, kajti v tistem času je klub ostal brez dveh odličnih igralcev; Karla Heinza Rummeniggeja in Paula Breitnerja. Nastalo luknjo na sredini igrišča naj bi zapolnil ravno Matthäus. Udo Lattek je oblikoval novo ekipo in pod njegovim vodstvom je Lothar Matthäus postal vezni igralec svetovnega formata. Kot kreator igre je svoje moštvo že v prvi sezoni leta 1985 popeljal do naslova državnega prvaka. Leta 1986 je bil z Bayernom ponovno prvak, poleg tega pa so osvojili še pokalno lovoriko. Novi selektor nemške reprezentance Franz Beckenbauer je tedaj tudi v reprezentančnih tekmah položil večjo odgovornost na pleča Lotharja Matthäusa. Poleti leta 1986 je kot stalni igralec v izbrani vrsti odpotoval na mundial v Mehiko. Skupaj z rutiniranim Felixom Magathom sta oblikovala dvojec na sredini igrišča. V osmini finala na tekmi proti Maroku je Matthäus iz prostega strela s 30-ih metrov 3 minute pred koncem rednega dela zadel za nemško zmago z 1:0. Z zmagama proti Mehiki in Franciji se je nemška izbrana vrsta uvrstila v finale svetovnega prvenstva, kjer se je pomerila z reprezentanco Argentine. Beckenbauer je ravno Matthäusu zaupal pokrivanje argentinskega zvezdnika Diega Armanda Maradone. Nemčija je finale izgubila z rezultatom 2:3 in tako kot leta 1982 postala svetovni podprvak. V nemškem prvenstvu leta 1987 je z Bayernom osvojil že svoj 3. naslov prvaka in nastopil v finalu evropskega pokala državnih prvakov. Z rezultatom 2:1 je slavilo moštvo FC Porta. Še pred tem, 25. marca 1987 je Matthäus nemški Elf prvič popeljal na zelenico v vlogi kapetana. V začetku leta 1988 je oznanil svoj prestop k milanskemu Interju. Italijanski gigant je zanj odštel 8,4 milijona nemških mark odškodnine. Pred tem je bil Matthäus na evropskem prvenstvu v rodni Nemčiji istega leta prvič kapetan nemške izbrane vrste na velikem turnirju, ki ga je sicer Nemčija kot gostiteljica izgubila v finalu z 1:2 proti Nizozemski. 

### Svetovni prvak na mundialu v Italiji in vrhunec  kariere
Pod vodstvom trenerja Giovannija Trapattonija se je Matthäus še naprej razvijal tako kot igralec kot tudi vodilna osebnost ekipe. V italijanski Seriji A, ki je tedaj veljala za najmočnejšo ligo na svetu, mu je uspel preskok med svetovne zvezdnike nogometne igre. Na koncu svoje prve sezone na Apeninskem polotoku je z Interjem po devetih letih osvojil italijansko prvenstvo in poleg Diega Maradone veljal za najboljšega igralca v ligi. Že naslednjega leta 1990 je bilo odigrano svetovno prvenstvo v Italiji. Matthäus je kreiral nemško igro na sredini in dosegel 4 zadetke. Nemčija je tretjič zapored dosegla finale mundiala in premagala Argentino z 1:0. Leto 1990 je bilo zanj vrhunec v igralski karieri, kajti odlikovan je bil s 4 priznanji: izbran je bil za najboljšega nogometaša leta v Nemčiji, evropskega nogometaša leta, najboljšega nemškega športnika in neuradno tudi za najboljšega nogometaša na svetu. Tudi na klubskem področju je nadaljeval uspešno serijo zmag. V finalu pokala UEFA leta 1991 je Inter premagal AS Romo, pri čemer je Matthäus prispeval en zadetek. Poleg tega je bil izbran za prvega, uradno najboljšega nogometaša na svetu. Nekaj mesecev kasneje- Matthäus se je že dogovoril za prestop k torinskemu Juventusu, si je na tekmi proti Parmi strgal križne vezi. Zaradi poškodbe je moral kapetan nemške reprezentance odpovedati svoj nastop na evropskem prvenstvu leta 1992, kjer je Nemčija v finalu doživela poraz v tekmi z izbrano vrsto Danske. Inter je računal na njegovo vrnitev že proti koncu leta. Po operaciji pri dr. Steadmanu v Vailu (Kolorado-ZDA) je Matthäus stran od oči javnosti treniral v gorah in dnevno delal na svoji vrnitvi na stadionske zelenice. Juventus je zaradi njegove poškodbe umaknil svojo ponudbo, toda zanimanje zanj je spet pokazal Bayern München in po izplačani odškodnini v višini 4,2 milijona nemških mark je Matthäus v avgustu leta 1992 zopet prestopil k Bayernu. Po navedbah Lotharja Matthäusa je takratni predsednik milanskega Interja privolil v njegov prestop samo pod pogojem, da v prihodnosti ne bo zaigral za noben drug italijanski klub. 

### Vrnitev v Nemčijo in igranje na poziciji libera
5 mesecev po poškodbi križnih vezi se je vrnil na stadione nemške Bundeslige. 21. novembra 1992 je v dvoboju proti ekipi Bayerja 04 iz Leverkusena dosegel zadetek, ki je bil razglašen za gol leta v Nemčiji. Državno prvenstvo leta 1993 je Bayern končal na skupnem 2. mestu, takoj za ekipo Werderja iz Bremna. Po slabih predstavah nemške reprezentance na severnoameriški turneji je selektor moštva Berti Vogts reagiral na neučinkovito igro v obrambi in preuredil svoj sistem igre. Matthäus je  odšel s pozicije centralnega veznega igralca na mesto libera medtem, ko naj bi Andreas Möller zapolnil praznino na sredini. Kmalu je na isti igralni poziciji pristal tudi pri Bayernu. Sprememba igralnega položaja se je izkazala za pravilno, kajti tudi iz obrambe je Matthäus lahko vplival na potek igre. Še naprej se je namreč vključeval v napadalne akcije in vodil kontra napade. Leta 1994 je Franz Beckenbauer popeljal Bayern do naslova državnega prvaka, prvega po štirih letih. Poleti istega leta je Lothar Matthäus drugič v karieri v vlogi reprezentančnega kapetana odpotoval na SP, tokrat v ZDA. Nemčija je suvereno osvojila prvo mesto v skupinskem delu, toda njena obramba je bila vse prej kot učinkovita. V osmini finala, kjer je Nemčija s 3:2 premagala Belgijo je Matthäus zaradi prejetega udarca ostal v slačilnici. V četrtfinalu proti Bolgariji je Nemčija končala s svojimi nastopi na SP. Matthäus je sicer zadel za vodstvo z 1:0, toda dva zadetka Bolgarov sta pomenila slovo nemškega moštva. 
Nažalost je ostal zvest poškodbam. V začetku leta 1995 si je na prijateljski tekmi strgal ahilovo tetivo, kar ga je za več mesecev preselilo med gledalce. Odsotnost vodje obrambe se je pri Bayernu še kako poznala, kajti sezona 1994/95 je potekala porazno. Konec leta 1995 se je po poškodbi vrnil, toda nogometni kritiki so menili, da pri njegovih 34-ih letih in dveh hudih poškodbah ne more več doseči dobre kondicijske pripravljenosti. Toda Matthäus se je boril in s svojimi predstavami, opozoril, da v nogometu še ni rekel zadnje besede.
Leta 1996 je Bayern v pokalu UEFA premagal francoski Bordeaux in Matthäus je že drugič osvojil to evropsko lovoriko.
Po svoji drugi poškodbi se ni poslovil od dresa z državnim grbom. Vsi so pričakoval njegovo vrnitev že v pripravah za evropsko prvenstvo leta 1996. Toda Lothar Matthäus ni našel skupnega jezika s selektorjem Vogtsom, čigar prva izbira je bil kapetan Jörgen Klinsmann. Odnos med Klinsmannom in Matthäusom, ki sta bila soigralca tako v Interju, kot tudi v Bayernu je bil zelo napet. Poleti leta 1996 je Matthäus v Bildu objavil »tajni« dnevnik, v katerem je opisal podrobnosti iz Bayernove slačilnice, še posebej tiste o Klinsmannu. Zaradi pisanja je sledil odvzem traku moštvenega kapetana v Münchnu. Navkljub medijski vojni je stopnjeval svojo igralsko formo in leta 1997 pod vodstvom trenerja Trapattonija osvojil že svoj peti naslov državnega prvaka. Po skoraj štirih letih je zopet zaigral tudi za nemško reprezentanco. 

### 5. udeležba na svetovnem prvenstvu in počasni zaton v igralski karieri
Pri 37-ih letih se je Matthäus leta 1998 udeležil že svojega petega in hkrati zadnjega svetovnega prvenstva. V skupinskem delu je na tekmi proti reprezentanci takratne Jugoslavije v igro prišel pri zaostanku Nemčije z 0:2. Nemčija je uspela iztržiti neodločen rezultat 2:2. Tekmo proti Iranu je začel v začetni postavi in tako je Nemčija bila prva v skupini. V osmini finala proti Mehiki je zopet zaigral na poziciji libera. Elf je dosegel četrtfinale, v katerem pa je nepričakovano izgubil proti presenečenju prvenstva-moštvu Hrvaške, s 0:3. Za Matthäusa je bil to zadnji mundial, na katerem je s svojo 25. tekmo postavil nov svetovni rekord po številu odigranih tekem na SP. 
Po razočaranju na svetovnem prvenstvu je vajeti reprezentance prevzel Erich Ribbeck in pregovoril Matthäusa, da je nadaljeval z igranjem za izbrano vrsto. Tudi v klubu je prišlo do zamenjave trenerja z Ottmarjem Hitzfeldom na čelu, ki je veliko stavil na rutiniranega Matthäusa. Kljub starosti 38-ih let je odigral sezono na visokem nivoju in bil leta 1999 izbran za nemškega igralca leta. Pravi šok je ekipa Bayerna doživela v finalu UEFA lige prvakov, ko je po vodstvu z 1:0 v zadnjih sekundah tekmo proti Manchestru Unitedu izgubila z 1:2. Matthäus je–prepričan v zmago, malo pred koncem zahteval menjavo in tako drugič v karieri ostal brez tako želene lovorike v evropski Ligi prvakov. Zadnjo tekmo za bavarsko ekipo je odigral 8. marca 2000 proti moštvu Reala iz Madrida, ki so jo Bavarci dobili s 4:1. 
Po zaključku kariere v Bundesligi se je preselil v Major Leauge Soccer k moštvu New York Stars. Tam je igral od marca do septembra 2000. Selektor Ribbeck mu je ponudil mesto v reprezentanci za nastop na evropskem prvenstvu leta 2000, toda že kmalu je Matthäus dal slutiti, da bo po prvenstvu zapustil nemško izbrano vrsto. Po slabi predstavi na turnirju–Nemci so se poslovili že po predtekmovanju, so ga mediji zaradi prestopa v ZDA močno kritizirali. Zadnja tekma skupinskega dela proti Portugalski, ki so jo izgubili z 0:3, je bila njegova 150. in tudi zadnja v nemškem nacionalnem dresu s številko 10. Več kot 20 let je bil aktiven član nemške reprezentance in se je doslej kot edini igralec udeležil 5 svetovnih prvenstev.